# Exochus szepligetii
Exochus szepligetii är en stekelart som beskrevs av Bajari 1961. Exochus szepligetii ingår i släktet Exochus och familjen brokparasitsteklar. Inga underarter finns listade i Catalogue of Life.